# Насьональ (футбольный клуб, Асунсьон)
«Насьона́ль» (исп. Club Nacional) — один из старейших футбольных клубов Парагвая, основанный в 1904 году. «Насьональ» девять раз выигрывал первенство Парагвая (четыре титула были завоёваны в любительскую эру), причём седьмой титул был добыт в 2009 году (Клаусура), спустя 63 года после предыдущей победы. Всё это время команда прочно удерживала пятое место по количеству чемпионских титулов, уступая лишь признанной «Большой четвёрке» столичных команд во главе с двумя грандами парагвайского футбола — «Олимпией» и «Серро Портеньо». Девять раз «Насьональ» финишировал в первенстве страны вторым.

## История
Клуб был создан группой студентов Национального столичного колледжа (исп. Colegio Nacional de la Capital) 5 июня 1904 года. Первоначальное название — Nacional Football Club, а также цвета и эмблема команды были похожи на соответствующие атрибуты уругвайского «Насьоналя».
Особенно в любительскую эру, а также в первые профессиональные годы «Насьональ» был одним из самых успешных клубов в стране. Во второй половине XX века команда несколько утратила свои позиции, зачастую вылетая во Второй дивизион чемпионата страны. После победы в нём по итогам 2003 года, «Насьональ» вновь пребывает в элите парагвайского футбола. По итогам сезона 2008 года команда пробилась в Кубок Либертадорес, а в 2009 году клуб под руководством бывшего легендарного футболиста Эвера Уго Альмейды выиграл свой седьмой чемпионский титул, впервые с 1946 года.
В 2014 году «Насьональ» стал второй парагвайской командой, после «Олимпии», вышедшей в финал международного турнира, Кубка Либертадорес, где по итогам двух встреч уступил аргентинскому «Сан-Лоренсо де Альмагро».
Команда имеет прозвище «La Academia» в связи с тем, что воспитала ряд знаменитых футболистов, величайшим из которых является идол для болельщиков по сей день Арсенио Эрико.

## Достижения
- Чемпион Парагвая (9): 1909, 1911, 1924, 1926, 1942, 1946, Кл. 2009, Ап. 2011, Ап. 2013
- Вице-чемпион Парагвая (10): 1918, 1921, 1927, 1949, 1962, 1964, 1982, 1985, Ап. 2008, Кл. 2012
- Чемпион Второго дивизиона (3): 1979, 1989, 2003
- Финалист Кубка Либертадорес (1): 2014

## Рекордсмены клуба
Ниже представлены списки рекордсменов клуба по количеству сыгранных матчей и забитых голов.
По числу матчей
1. Рауль Пирис — 392 игры, 3 гола
2. Игнасио Дон — 290 игр
3. Маркос Риверос — 252 игры, 8 голов
4. Маркос Мельгарехо — 249 игры, 44 гола
5. Фабио Рамос — 202 игры, 34 гола

По числу голов
1. Ариэль Богадо — 46 голов в 165 играх
2. Маркос Мельгарехо — 44 голов в 249 играх
3. Арсенио Пастор Эрико — 40 голов в 38 играх
4. Фабио Эскобар — 37 голов в 117 играх
5. Фабио Рамос — 34 гола в 202 играх
6. Эбер Арриола — 30 голов в 93 играх